# Raukaua parvus
Raukaua parvus är en araliaväxtart som först beskrevs av Thomas Kirk, och fick sitt nu gällande namn av Peter B. Heenan. Raukaua parvus ingår i släktet Raukaua och familjen araliaväxter. Inga underarter finns listade.